# Jardin mémorial Makino
Le jardin mémorial Makino (牧野記念庭園, Makino Kinen Teien) se trouve dans l'arrondissement de Nerima à Tokyo. Il est consacré à la vie et à l’œuvre de Tomitarō Makino, « père de la botanique au Japon ».

## Histoire
Le jardin mémorial Makino est inauguré en 1958 sur le site de l'ancienne résidence de Makino, où il vécut de 1926 jusqu'à sa mort en 1957. Fermés en 2008 pour rénovation, les jardins sont de nouveau ouverts au public en 2010. En 2009, les jardins sont désignés « endroit de beauté scénique ».

## Les jardins
Les jardins contiennent plus de trois cents variétés de plantes et d'arbres, y compris les rares sueko-zasa (bambou), sendaiya-zakura (cerisier) et des heranoki. Il y a aussi des plantations saisonnières et un musée.